# Maksat Kakaýew
Maksat Kakaýew (* 23. Oktober 1998) ist ein turkmenischer Eishockeyspieler, der seit 2014 beim HK Galkan in der turkmenischen Eishockeyliga spielt.

## Karriere
Maksat Kakaýew ist Mitglied beim HK Galkan aus der turkmenischen Hauptstadt Aşgabat. Bei dem Klub des Innenministeriums spielt er seit 2014 in der turkmenischen Eishockeyliga und wurde 2015, 2016 und 2017 mit ihm turkmenischer Meister.

### International
Für Turkmenistan nahm Kakaýew erstmals an der Weltmeisterschaft 2023 in der Division III teil.

## Erfolge und Auszeichnungen
- 2015 Turkmenischer Meister mit dem HK Galkan
- 2016 Turkmenischer Meister mit dem HK Galkan
- 2017 Turkmenischer Meister mit dem HK Galkan